# Rebeca Quintáns López
Rebeca Quintáns López (Arzúa, Corunya, 1964) és una periodista, escriptora de recerca i professora gallega.
És llicenciada en Filologia Hispànica per la Universitat de Santiago de Compostel·la. Es va doctorar en Periodisme per la Universitat Complutense de Madrid amb una tesi sobre l'anàlisi del discurs de Joan Carles I.
El seu primer llibre, Un Rey golpe a golpe, es va publicar a l'editorial Ardi Beltza sota el pseudònim de Patricia Sverlo per motius de seguretat. Va ser una continuació de la recerca realitzada per a la seva tesi doctoral, que en paraules de l'autora: «hi havia tant contrast entre la veritat de la figura de Joan Carles i la imatge creada als mitjans de comunicació durant la Transició que jo estava desitjant explicar tot això».
Com a periodista ha escrit a diversos mitjans tant convencionals (Interviú, Tiempo, El Semanal o El Correo Gallego entre altres) com a alternatius (Ardi Beltza, Kale Gorria, El Otro País, No a la Guerra o Diagonal). També és professora d'ensenyament secundari i ha treballat com a professora associada a la Facultat de Ciències de la Informació de la Universitat Complutense de Madrid.
El 2016 va publicar Juan Carlos I: la biografía sin silencios, una ampliació actualitzada de la trajectòria del rei emèrit a la qual repassa diferents aspectes de la seva vida no tractats pels mitjans convencionals.

## Llibres
- Un Rey golpe a golpe. Biografía no autorizada de Juan Carlos de Borbón (2000). Sota el pseudònim de Patricia Sverlo[7]
- Gran Hermano: el precio de la dignidad (2000). Amb Andrés Sánchez Díaz[8]
- Juan Carlos I: la biografía sin silencios (2016)[9]